# Vendaje neuromuscular

Vendaje neuromuscular pegadas al cuello de una paciente

El vendaje neuromuscular, cinta elástica terapéutica, o kinesio tape (KT) consiste en cintas algodón elástico con un adhesivo acrílico que se utilizan con la intención de tratar lesiones de atletas y otros trastornos físicos. Sin embargo, pese a su extendido uso, el vendaje neuromuscular o kinesiotaping, no ha logrado demostrar eficacia en su uso en ensayos clínicos. y ninguna evidencia científica convincente indica que dichos productos proporcionen algún beneficio demostrable superior al de un placebo, por lo que algunos lo consideran un tratamiento pseudocientífico.

## Historia
Kenzo Kase, un quiropráctico japonés-estadounidense, desarrolló el producto en la década de 1970. La empresa que fundó comercializa variantes con la marca "Kinesio" y es conocida por tomar acciones legales para evitar que la palabra se utilice como marca comercial genérica.
En los Estados Unidos, el uso estas cintas tuvo un aumento de popularidad después de que 50.000 vendas fueran donadas a los atletas olímpicos en los Juegos Olímpicos de Pekín 2008 y los Juegos Olímpicos de Londres 2012. La prominencia de las cintas y la introducción masiva al público en general se han atribuido a Kerri Walsh, quien usó la cinta en el hombro y quien, junto con Misty May-Treanor, dominó el evento de voleibol de playa de 2008. En 2012, el periodista científico Brian Dunning especuló sobre por qué no había visto a "un solo atleta, incluidos los jugadores profesionales de voleibol de playa, usar Kinesio Tape fuera de los Juegos Olímpicos". Él cree que "los dólares de patrocinio pueden ser completamente responsables de la popularidad de Kinesio Tape durante los eventos televisados".
Lance Armstrong, habla del uso de la venda en su libro, donde describió la efectividad del tratamiento para tratar sus dolores musculares. Serena Williams también las ha utilizado en algunas competiciones.
El jugador de baloncesto de la Universidad de Connecticut, Hasheem Thabeet, llevaba una venda negra en el hombro izquierdo durante el torneo masculino de baloncesto de la  NCAA del 2009. En el torneo de la NCAA del 2011, se vio en numerosos jugadores, incluido Jared Sullinger. 
En la Eurocopa 2012, se vio usarla a los jugadores italianos Mario Balotelli y Gianluigi Buffon; así como Novak Djokovic durante el campeonato de Wimbledon. El luchador de la WWE, John Cena usó este vendaje para reducir el dolor y eliminar la inflamación después de la cirugía para eliminar astillas de hueso de su codo.

#### Patentes
Komp registró una patente el 11 de agosto de 1970 (Patente USPTO n.º 3523859). La patente está titulada “Adhesive Tape Products". La solicitud de la patente de Komp fue presentada el 8 de marzo de 1965. La aplicación para la patente '348 (kase) fue archivada el 19 de septiembre de 1996, reivindicando la prioridad a la solicitud de patente japonesa No. 8-210469, que fue archivada el 23 de julio de 1996.

## Descripción y propiedades

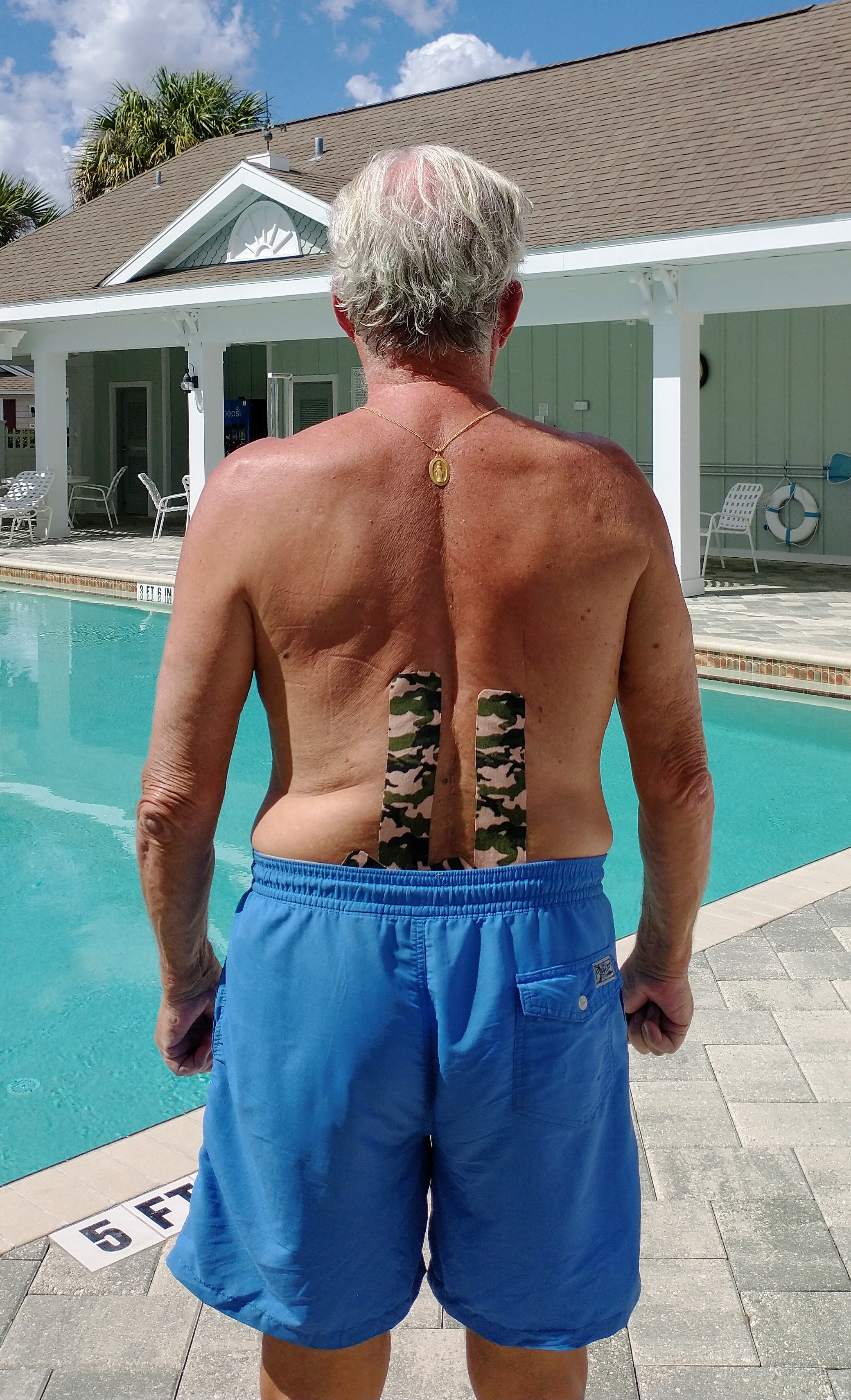
Cinta terapéutica elástica utilizada para aliviar dolor lumbar en un hombre mayor.

El producto es un tipo de cinta delgada y elástica de algodón que puede estirarse hasta llegar al 140 % de su longitud original. Como resultado, si la cinta se aplica estirada más de su longitud normal, "retrocederá" después de ser aplicada y, por lo tanto, creará una fuerza de tracción sobre la piel. Esta propiedad elástica permite un rango de movimiento mucho mayor en comparación con la cinta atlética blanca tradicional y la misma se puede dejar colocada durante períodos prolongados antes de que sea necesario reemplazarla.
Diseñada para imitar la piel humana, con aproximadamente el mismo grosor y propiedades elásticas, la cinta se puede estirar entre un 30 y un 40 % longitudinalmente. Se fabrica con material libre de látex con adhesivo acrílico activado por calor. Las fibras de algodón permiten la evaporación y un secado rápido, permitiendo su uso prolongado (hasta 4 días). La forma en que se afirma que la cinta logra su función hipotética en el cuerpo depende de la ubicación y cómo sea aplicada; la dirección del estiramiento, la forma y la ubicación supuestamente juegan un papel en la función propuesta de la cinta.
Algunos de los beneficios propuestos incluyen la facilitación propioceptiva, facilitación muscular, reducción de la fatiga muscular, reducción de las agujetas, inhibición del dolor y recuperación mejorada, como en la reducción del edema y la mejora del flujo linfosanguíneo. También se afirma que puede corregir el alineamiento de los músculos débiles así como facilitar el movimiento articular como resultado de las cualidades de tracción de la venda. Sin embargo, no existe evidencia científica que respalde dichas afirmaciones u otros beneficios superiores al de un placebo.

### Aplicación
La venda se aplica en el músculo afecto en estiramiento, vendando desde el origen del músculo hasta su inserción. Una vez aplicada, se frota la venda para activar el adhesivo sensible a la presión y el calor.
El vendaje neuromuscular se aplica en tres formas o técnicas generales. Está la forma "I" que se usa para lugares pequeños o lineales, por ejemplo una pieza con forma de "I" se aplicará al romboides menor o al redondo menor. Por otra parte, la forma "Y" se usa en músculos grandes, como el deltoides. La forma "X" se usa para músculos grandes y largos, como el bíceps femoral.

## Críticas y eficacia
La evidencia de que el vendaje neuromuscular produzca beneficios clínicos significativos es muy limitada. Un metanálisis de 2014 analizó la calidad metodológica de los estudios, junto con el efecto de la población general, y sugirió que los estudios de menor calidad metodológica tienen más probabilidades de informar los efectos beneficiosos del vendaje terapéutico elástico, lo que indica que el efecto percibido del uso del vendaje no es real. También sugirió que la aplicación de cinta terapéutica elástica, "para facilitar la contracción muscular, no tiene, o es insignificante, efectos sobre la fuerza muscular".
Una revisión sistemática descubrió que la eficacia del vendaje neuromuscular en el alivio del dolor era insignificante dado que ningún estudio ha encontrado resultados clínicamente importantes. La venda "puede tener un pequeño papel beneficioso aumentando la fuerza, amplitud de movimiento en ciertas cohortes de heridos" En cuanto el efecto sobre la fuerza y el tono muscular una revisión sistemática publicada en 2019 concluye que en sujetos sanos los resultados son contradictorios y la evidencia es limitada
En el artículo, Kinesio Tape for Athletes: A Big Help, or Hype? (Kinesio Tape para atletas: ¿una gran ayuda o exageración?), Web MD informa que "No ha habido evidencia científica o médica concluyente para confirmar la efectividad de la cinta".
En el artículo de 2012 "Scientists sceptical as athletes get all taped up" (Los científicos escépticos cuando los atletas se vendan), Reuters informó que "en una revisión de toda la investigación científica hasta el momento, publicada en la revista Sports Medicine en febrero, los investigadores encontraron 'poca evidencia de calidad para respaldar el uso de Kinesio tape frente a otros tipos de vendajes elásticos en el manejo o prevención de lesiones deportivas". Algunos investigadores afirman que lo que experimentan los atletas es solo un efecto placebo.
En julio de 2012, Steven Novella escribió en Science-Based Medicine el artículo "Olympic Pseudoscience" (Pseudociencia olímpica). En él examinó el uso de KT en el contexto más amplio de la "pseudociencia relacionada con los deportes". Novella dice: "El mundo de la competencia deportiva está plagado de pseudociencia, afirmaciones falsas, productos dudosos, supersticiones y amuletos mágicos". Novella concluyó que "los consumidores deberían mostrarse muy escépticos ante las afirmaciones hechas sobre productos comercializados como potenciadores del rendimiento deportivo".
En agosto de 2012, el periodista científico Brian Dunning informó en "Kinesio Tape: The Evidence" (Kinesio tape: la evidencia) que los estudios positivos de la cinta son el resultado de personas engañadas por un "truco de mago de escenario" – que describe en detalle – que se utiliza para engañar a los sujetos haciéndolos creer que la fuerza o la flexibilidad se ven afectadas, cuando no es así. Él informa que se afirma que la cinta kinesio es buena para una gran cantidad de problemas que incluyen "control del dolor, tratamiento de lesiones, prevención de lesiones, rendimiento mejorado, mayor rango de movimiento y casi cualquier otra cosa que un atleta pueda desear". Concluye: "Suena como un milagro: un producto simple que hace todo lo que puedas imaginar. En resumen, un producto tipo aceite de serpiente de libro de texto".
Un artículo de 2016 en Journal of Exercise Therapy and Rehabilitation realizó un estudio para probar si los colores de Kinesio Tape tenían algún efecto en la percepción del paciente en pacientes con músculos trapecio tensos. El estudio incluyó cincuenta sujetos femeninos con el músculo trapecio tenso. Se utilizaron cintas de cinco colores diferentes, rojo, azul, negro, blanco y beige. Se encontró que el color de la cinta podía afectar la percepción de los participantes, pero no se notó ninguna diferencia en el músculo trapecio.
En marzo de 2018, Science-Based Medicine volvió a examinar KT en respuesta a su uso público en los Juegos Olímpicos de Invierno de 2018 en el artículo A Miscellany of Medical Malarkey Episode 3: The Revengening . El artículo informa que:

Las afirmaciones hechas por los fabricantes y promotores de la cinta son altamente implausibles, particularmente aquellas que involucran una mayor fuerza muscular, un mejor flujo sanguíneo a las áreas lesionadas y un mejor drenaje linfático para reducir la hinchazón. Ninguna evidencia respalda estas afirmaciones. La reducción del dolor y la prevención de lesiones también son beneficios similares carentes de evidencia frecuentemente citados. Al menos ninguna que muestre un efecto específico de la cinta de kinesio... No hay evidencia de un beneficio específico relacionado con la cinta de kinesio en sí, o con cualquier tipo de aplicación experta de la misma.

En noviembre de 2018, Science-Based Medicine describe un nuevo estudio publicado el mismo mes en la revista en línea BMC Sports Science, Medicine and Rehabilitation que examina la eficacia de diferentes colores de cintas de kinesiología, así como también vuelve a examinar la eficacia general de las cintas de kinesiología frente a un placebo. Al describir las conclusiones del estudio, dice:

Nada importó. El color de la cinta no importa. La preferencia de color no importa. La colocación "adecuada" de KT con tensión no importa. No se encontró ningún efecto sobre el rendimiento, la fuerza o la función en ninguna ronda experimental en comparación con la ronda de control para ninguno de los sujetos.

En 2010 un estudio aleatorizado de doble ciego de la venda no mostró beneficio a largo o medio plazo tras la aplicación. Los autores concluyen que "el uso de kinesio tape para disminuir la intensidad del dolor o la discapacidad en pacientes jóvenes con posible tendinitis o pinzamiento de hombro no está confirmado."
Un ensayo clínico aleatorizado de 2009 con pacientes con latigazo cervical encontró un efecto estadísticamente significativo, pero "las mejoras en el dolor y amplitud de movimiento cervical eran pequeñas y puede que no clínicamente significativas."
Un estudio de 2008 sobre el efecto del vendaje neuromuscular en la fuerza muscular descubrió que "El vendaje neuromuscular en la cara anterior del músculo no disminuía ni aumentaba la fuerza muscular en atletas jóvenes, sanos y no lesionados."
En 2008 un estudio del efecto del vendaje elástico en los jugadores de béisbol con pinzamiento del hombro descubrió que "el vendaje elástico resultó en cambios positivos en el movimiento escapular y el rendimiento muscular."
Un estudio de 2007 sobre efecto del vendaje neuromuscular en los cambios en el tono del vasto medial del cuadriceps durante la contracción isométrica descubrió un aumento del tono muscular 24 horas después de la aplicación, pero disminuyendo la fuerza inicial durante el cuarto día. Los autores concluyen que "El vendaje neuromuscular usado poco antes de una actividad motora puede fallar en cumplir su cometido".
Un estudio del efecto del vendaje neuromuscular en la amplitud de movimiento lumbar descubrió un aumento en la amplitud de la flexión, pero ninguna diferencia significativa en la extensión o inclinación lateral. Un ensayo clínico aleatorizado  realizado en 2024 mostró que no tenía efecto  a la hora de mejorar la propiocepción de sujetos sanos, lo que pone en duda su posible capacidad de mejorar el rendimiento deportivo o en la prevención de lesiones articulares.